# Proechimys cuvieri
Proechimys cuvieri е вид бозайник от семейство Бодливи плъхове (Echimyidae).

## Разпространение
Видът е разпространен в Бразилия, Венецуела, Гвиана, Перу, Суринам и Френска Гвиана.